# Castelo de Fontalva
O Castelo de Fontalva, no Alentejo, localiza-se no chamado Monte Velho de Fontalva, freguesia de Santa Eulália, município de Elvas, distrito de Portalegre, em Portugal.
O Castelo de Fontalva encontra-se classificado como Imóvel de Interesse Público desde 1977.

## História

### Antecedentes
Embora existam poucas informações disponíveis sobre esta fortificação, na margem direita da ribeira de Fontalva, acredita-se que foi erguida sobre os vestígios de um antigo castro pré-romano, sucessivamente ocupado por Romanos e, posteriormente, por Muçulmanos, o que carece de aprofundamento de pesquisas.

### O castelo tardo-medieval
Os restos da atual estrutura remontam ao final do século XV ou mesmo ao início do XVI, sob o reinado de D. João III (1521-1557), quando foi adaptado a residência com as características de um Solar.

### Do século XIX aos nossos dias
Em mãos de particulares, em algum momento do século XIX ou da primeira metade do XX, foram demolidas diversas construções que se lhe adossavam aos muros, externamente pelos lados Norte, Leste e Noroeste; e internamente, pelo Sul.
Encontra-se classificado como Imóvel de Interesse Público por Decreto publicado em 29 de Setembro de 1977.
Na segunda metade do século XX, visando adaptar o imóvel rural a fins turísticos, foi erguida uma sala de refeições no piso superior do lado oeste. Recentemente, esses trabalhos tem prosseguido à revelia do poder público, com a reabilitação de pavimentos, a recuperação de alvenarias e de rebocos, a caiação, instalação de coberturas, portas e janelas, água encanada, eletricidade e aquecimento central.

## Características
Erguido em posição dominante no alto de um monte, na cota de 337 metros acima do nível do mar, apresenta planta pentagonal irregular, flanqueado por cinco cubelos nos vértices, mais dois flanqueando o portão de entrada, em arco semicircular, que se rasga na muralha Leste. Esta porta é encimada pela pedra de armas da família Silva, sobrepujada por uma troneira cruzetada e esta, por sua vez, por uma cruz em um nicho. A Porta da Traição rasga-se a Sudoeste. Tanto a muralha, percorrida por um adarve, quanto os cubelos são ameados.